# Grażyna Prokopek
Grażyna Prokopek (née le 20 avril 1977 à Zalewo) est une athlète polonaise spécialiste du 400 mètres.

## Biographie

### Palmarès
| Date | Compétition                    | Lieu       | Résultat | Épreuve   | Performance   |
| ---- | ------------------------------ | ---------- | -------- | --------- | ------------- |
| 1999 | Championnats d'Europe espoirs  | Göteborg   | 3e       | 400 m     | 52 s 28       |
| 2001 | Championnats du monde          | Edmonton   | 7e       | 4 x 400 m | 3 min 27 s 78 |
| 2002 | Championnats d'Europe en salle | Vienne     | 2e       | 4 x 400 m | 3 min 32 s 45 |
| 2002 | Championnats d'Europe          | Munich     | 4e       | 400 m     | 51 s 53       |
| 2002 | Championnats d'Europe          | Munich     | 3e       | 4 x 400 m | 3 min 26 s 15 |
| 2002 | Coupe du monde des nations     | Madrid     | 5e       | 4 x 400 m | 3 min 29 s 21 |
| 2003 | Championnats du monde          | Paris      | 5e       | 4 x 400 m | 3 min 26 s 64 |
| 2004 | Championnats du monde en salle | Budapest   | 4e       | 4 x 400 m | 3 min 30 s 52 |
| 2004 | Jeux olympiques                | Athènes    | 5e       | 4 x 400 m | 3 min 25 s 22 |
| 2005 | Universiade                    | Izmir      | 6e       | 200 m     | 23 s 79       |
| 2005 | Universiade                    | Izmir      | 2e       | 4 x 400 m | 3 min 27 s 71 |
| 2005 | Championnats du monde          | Helsinki   | 4e       | 4 x 400 m | 3 min 24 s 49 |
| 2006 | Championnats du monde en salle | Moscou     | 4e       | 4 x 400 m | 3 min 28 s 95 |
| 2006 | Championnats d'Europe          | Göteborg   | 3e       | 4 x 400 m | 3 min 27 s 77 |
| 2006 | Coupe du monde des nations     | Athènes    | 8e       | 400 m     | 53 s 29       |
| 2006 | Coupe du monde des nations     | Athènes    | 5e       | 4 x 400 m | 3 min 27 s 22 |
| 2007 | Championnats d'Europe en salle | Birmingham | 6e       | 400 m     | 52 s 86       |
| 2007 | Championnats d'Europe en salle | Birmingham | 4e       | 4 x 400 m | 3 min 30 s 31 |
| 2007 | Championnats du monde          | Osaka      | 6e       | 4 x 400 m | 3 min 26 s 49 |

### Records
| Épreuve    | Épreuve      | Performance | Lieu       | Date         |
| ---------- | ------------ | ----------- | ---------- | ------------ |
| 400 mètres | En plein air | 51 s 29     | Athènes    | 21 août 2004 |
| 400 mètres | En salle     | 52 s 00     | Birmingham | 2 mars 2007  |